# 감바스 알 아히요
감바스 알 아히요(스페인어: gambas al ajillo) 또는 감바스(gambas)는 스페인의 새우 요리이다.

## 어원
스페인어에서 "감바스(gambas)"는 "새우"를, "아히요(ajillo)"는 "마늘"을 뜻한다.